# Disputation de Barcelone

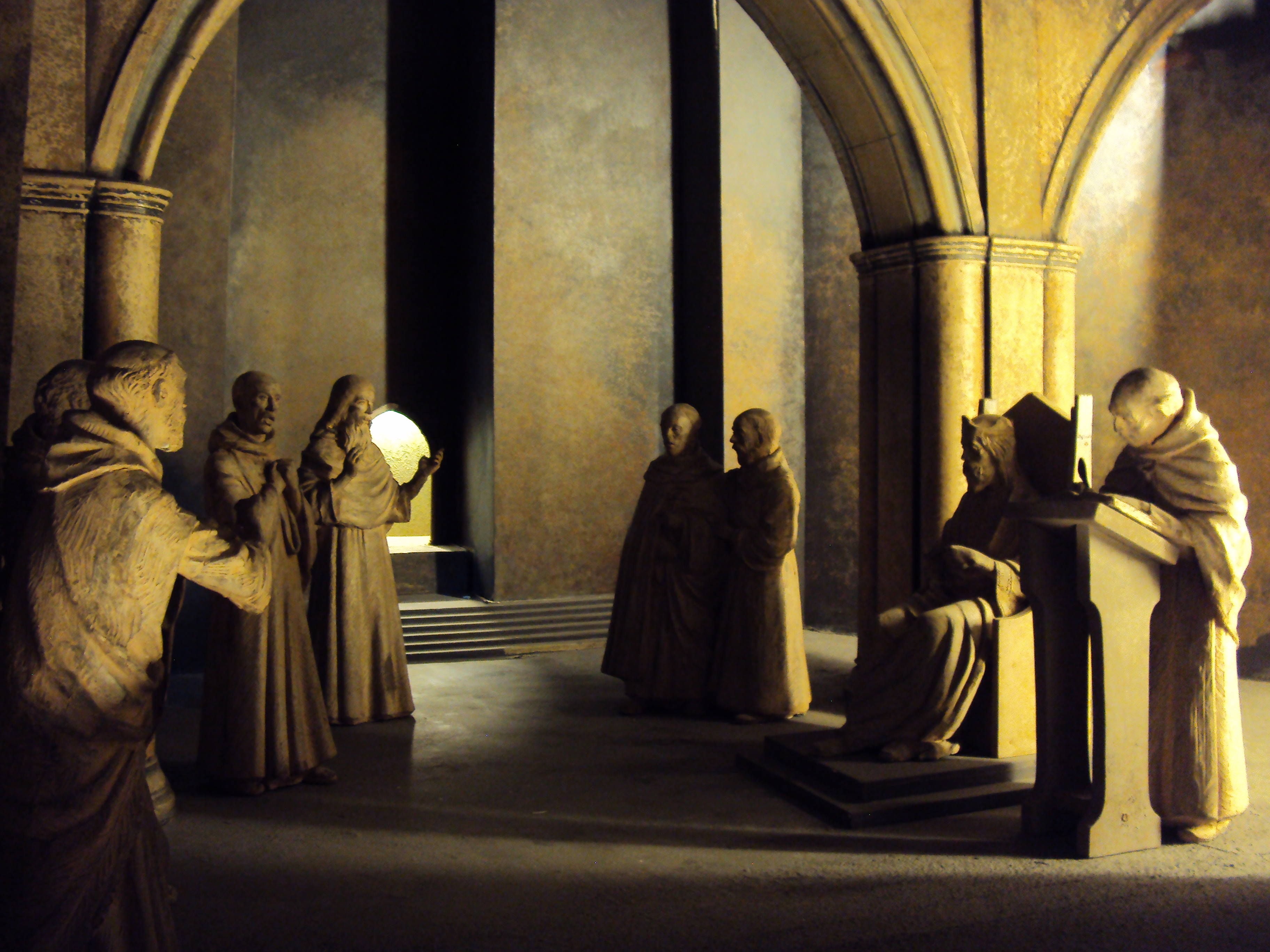
Diorama de la disputation de Barcelone au Musée du peuple juif à Tel Aviv.

La disputation de Barcelone ou dispute de Barcelone est une disputatio entre juifs et chrétiens à propos de la venue du Messie et sa nature. Elle a lieu à Barcelone entre le 20 et le 24 juillet 1263, à l'initiative de Raymond de Peñafort et en présence du roi Jacques Ier d'Aragon. Elle oppose Rabbi Moshe ben Nahman de Gérone (Nahmanide), l'une des plus hautes autorités du judaïsme espagnol, et le dominicain Pablo Christiani, juif converti au christianisme, durant quatre jours au cours desquels va se dévoiler l'endroit de la rupture entre judaïsme et christianisme.

## Déroulement
La Jewish Encyclopedia raconte ainsi l'évènement:

« A la différence de R. Yehiel de Paris, Nahmanide affronta son adversaire avec un courage intrépide et avec la dignité d'un véritable Hispanique, et quand Pablo entreprit de prouver à partir de divers passages haggadiques le caractère messianique de Jésus, Nahmanide répondit franchement qu'il ne croyait pas à tous les passages haggadiques du Talmud, et il alla jusqu'à déclarer qu'il avait plus de respect pour le monarque chrétien que pour le Messie. Quant à la question de savoir si le Messie était venu ou non, Nahmanide ne pourrait pas croire qu'il était venu aussi longtemps que la cessation promise de toutes les guerres n'aurait pas été réalisée. Ce fut un triomphe pour la cause juive, mais le résultat fut qu'à la fois les juifs et les amis chrétiens de Nahmanide le mirent en garde contre le péril qui menacerait ses frères en cas de défaite des Dominicains en raison de leur terrible puissance. C'est pourquoi, à sa propre demande, la disputatio fut interrompue le quatrième jour. Cependant les ennemis des Juifs ne se tinrent pas en repos, ils revendiquèrent la victoire et, quand Nahmanide eut publié les déclarations qu'il avait faites en toute franchise, le roi se retrouva incapable de le protéger bien qu'il l'eût renvoyé avec des présents et l'expression de son respect, si bien que Nahmanide dut quitter le pays. À nouveau, le Talmud fut l'objet d'attaques, mais cette fois, au lieu qu'il fût proscrit ou brulé dans sa totalité, seuls les passages jugés offensants par un comité de censure nommé par le roi furent désignés pour être effacés. »

Le 29 août 1263, les Juifs d’Espagne reçoivent l’ordre d’éliminer du Talmud tous les passages concernant Jésus et Marie.
Le théologien Hyam Maccoby a écrit une pièce à partir des archives de cette disputatio.